# Storroch Creek
Storroch Creek är ett vattendrag i Belize.   Det ligger i distriktet Corozal, i den norra delen av landet, 140 km norr om huvudstaden Belmopan.
I omgivningarna runt Storroch Creek växer i huvudsak städsegrön lövskog. Runt Storroch Creek är det glesbefolkat, med 18 invånare per kvadratkilometer.